# 白边卷柏
白边卷柏（学名：Selaginella albocincta），为卷柏科卷柏属下的一个种。

## 扩展阅读
維基物種上的相關：白边卷柏